# Sexo seguro

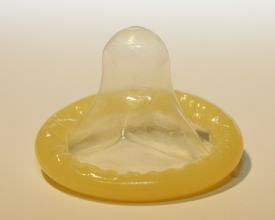
El uso del condón o preservativo en las relaciones sexuales constituye una práctica sexual segura por su eficacia para prevenir las enfermedades de transmisión sexual en todo tipo de relaciones y como método anticonceptivo por lo que contribuye, en las parejas heterosexuales, a evitar embarazos no deseados.

Sexo seguro es la denominación de una serie de recomendaciones y prácticas en las relaciones sexuales con el propósito de reducir el riesgo de transmitir alguna infección de transmisión sexual, como el VIH u otra infección así como el de facilitar el control de la natalidad mediante el uso de métodos anticonceptivos u otras prácticas sexuales.
El concepto sexo seguro es recíproco por lo que implica el mantenimiento de relaciones sexuales que no pongan en riesgo la salud de otros. Algunas prácticas de sexo seguro como el uso del preservativo son eficaces para prevenir las enfermedades de transmisión sexual y como métodos anticonceptivos por lo que contribuyen, en las parejas heterosexuales, a evitar embarazos no deseados.

## Historia
Aunque las estrategias para evitar ITS como sífilis y gonorrea existen desde hace siglos y el término "sexo seguro" ya existía en inglés en la década de 1930, el uso del término para referirse a la reducción del riesgo de ITS data de mediados de la década de 1980 en Estados Unidos. Surgió en respuesta a la crisis del VIH/SIDA.
Un año antes de que se aislara el virus del VIH y se le diera nombre, la sección de San Francisco de las Hermanas de la Perpetua Indulgencia publicó un pequeño panfleto titulado ¡Juega limpio! ante la preocupación por la propagación de las ITS entre la población masculina gay de la ciudad. En él se nombraban específicamente enfermedades (sarcoma de Kaposi y neumonía por pneumocystis) que más tarde se entenderían como síntomas de la enfermedad avanzada del VIH (o SIDA). El folleto defendía una serie de prácticas sexuales seguras, como la abstinencia, los preservativos, la higiene personal, el uso de lubricantes personales y las pruebas y el tratamiento de las ITS. Adoptaba un enfoque desenfadado y sexualmente positivo, al tiempo que hacía hincapié en la responsabilidad personal y social. En mayo de 1983 -el mismo mes en que el VIH fue aislado y bautizado en Francia-, los activistas contra el VIH/SIDA Richard Berkowitz y Michael Callen, de Nueva York, publicaron consejos similares en su folleto Cómo tener relaciones sexuales en una epidemia: un enfoque. Ambas publicaciones incluían recomendaciones que ahora son consejos estándar para reducir los riesgos de ITS (incluido el VIH).

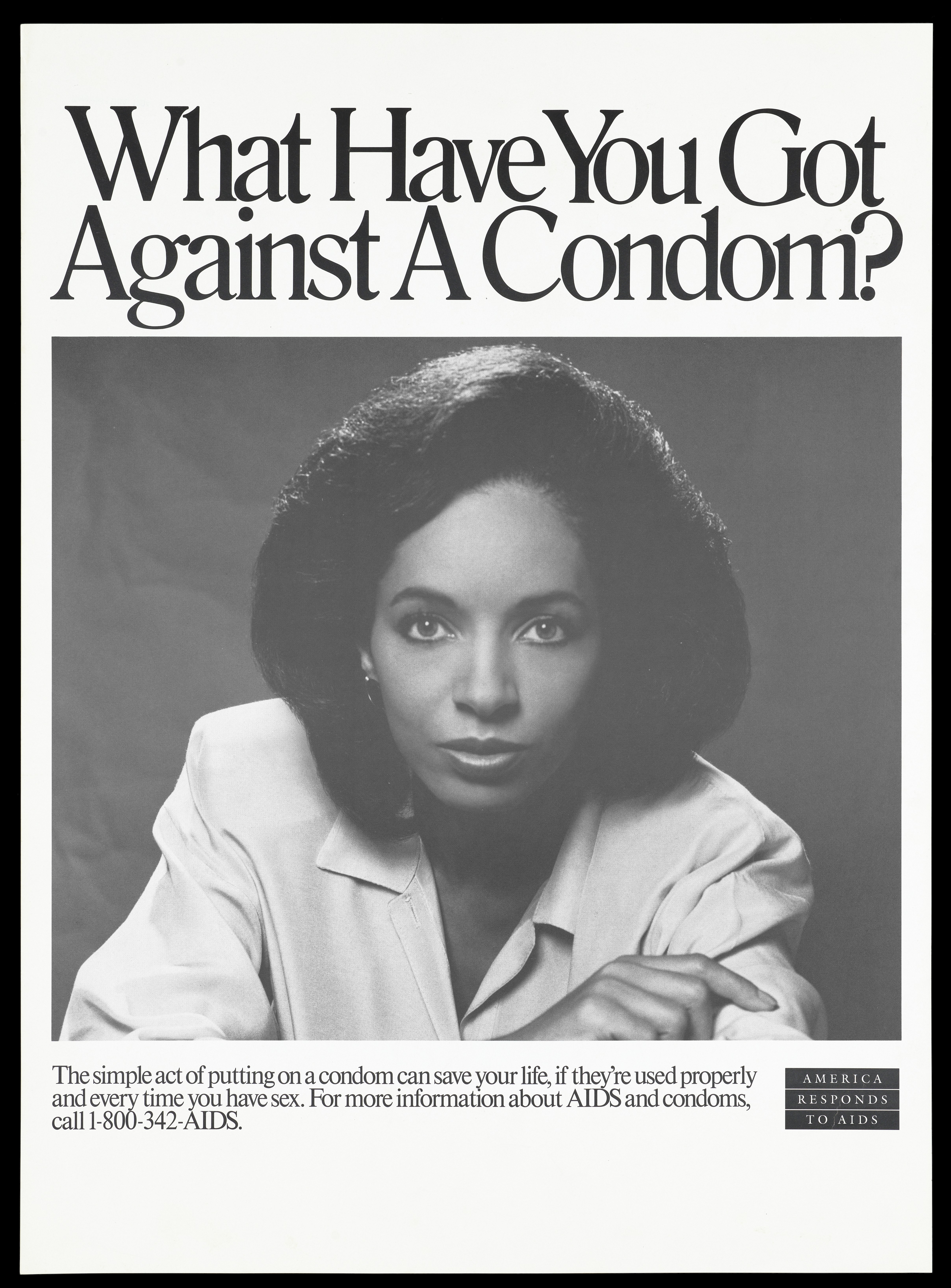
Un cartel promueve el uso del preservativo.

El sexo seguro como forma de reducción del riesgo de ITS apareció en el periodismo ya en 1984, en la publicación británica The Daily Intelligencer: "El objetivo es llegar a unos 50 millones de personas con mensajes sobre sexo seguro y educación sobre el sida"."
Aunque sexo seguro es utilizado por las personas para referirse a la protección tanto contra el embarazo como contra el VIH/SIDA u otras transmisiones de ITS, el término nació como respuesta a la epidemia de VIH/SIDA. Se cree que el término sexo seguro se utilizó en la literatura profesional en 1984, en el contenido de un artículo sobre el efecto psicológico que el VIH/SIDA podía tener en los hombres homosexuales y bisexuales.

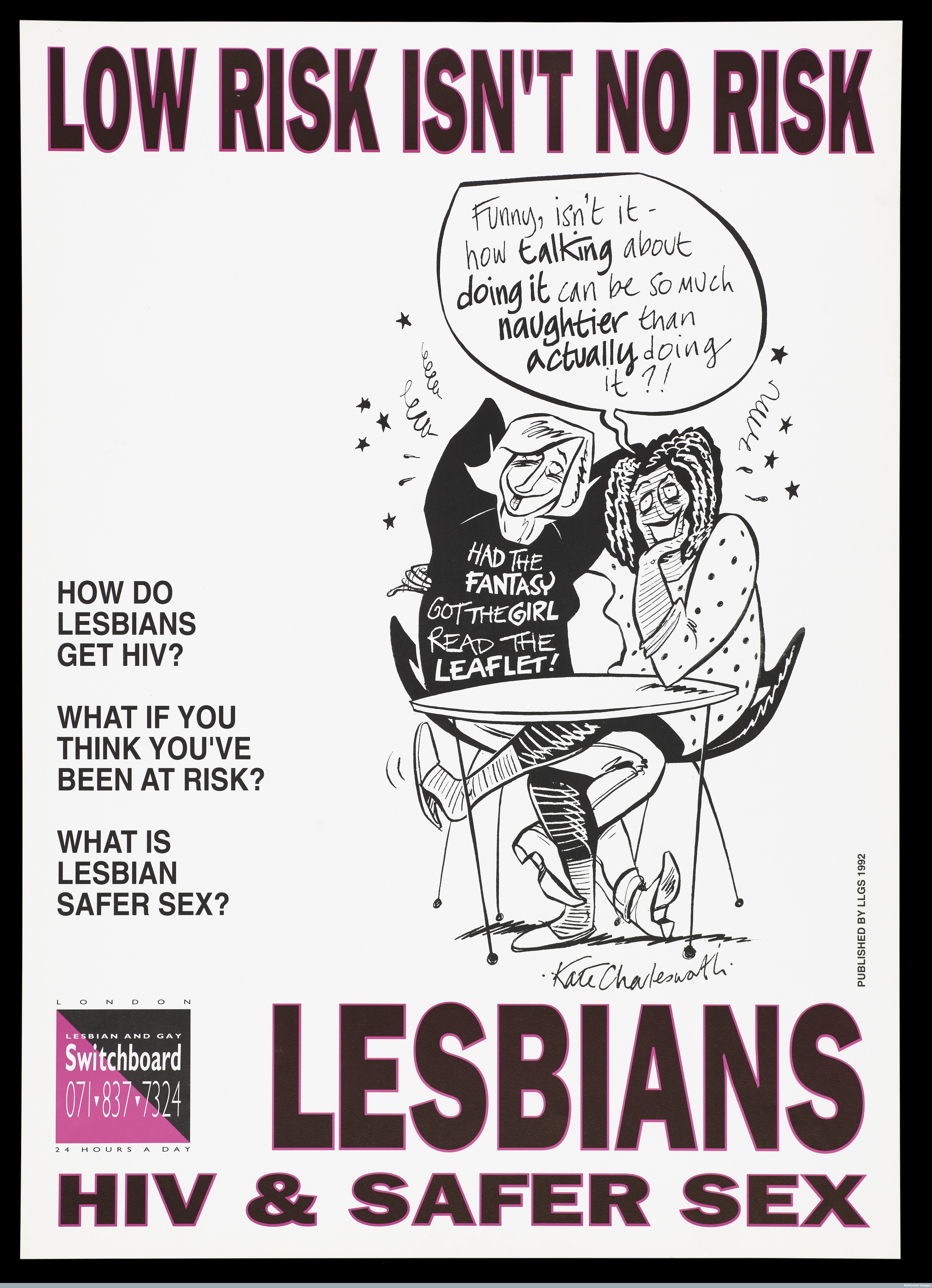
Un cartel dirigido a lesbianas dice "Low risk isn't no risk". Utiliza la expresión "sexo más seguro".

Un año después, el mismo término apareció en un artículo de The New York Times. Este artículo destacaba que la mayoría de los especialistas aconsejaban a sus pacientes con sida practicar sexo seguro. El concepto incluía limitar el número de parejas sexuales, utilizar profilácticos, evitar el intercambio de fluidos corporales y resistirse al uso de fármacoss que reducían las inhibiciones para conductas sexuales de alto riesgo. Además, en 1985, la "Coalición por las Responsabilidades Sexuales" estableció las primeras directrices sobre sexo seguro. Según estas directrices, el sexo seguro se practicaba utilizando preservativos también cuando se practicaba sexo anal o sexo oral.
Aunque el término sexo seguro se utilizaba principalmente en referencia a la actividad sexual entre hombres, en 1986 el concepto se extendió a la población general. Se desarrollaron varios programas con el objetivo de promover prácticas sexuales seguras entre los estudiantes universitarios. Estos programas se centraban en promover el uso del preservativo, un mejor conocimiento de la historia sexual de la pareja y limitar el número de parejas sexuales. El primer libro sobre este tema apareció ese mismo año. El libro se titulaba "Safe Sex in the Age of AIDS" (Sexo seguro en la era del sida), y constaba de 88 páginas en las que se describían enfoques positivos y negativos de la vida sexual. El comportamiento sexual podía ser seguro (besos, abrazos, masajes, frotamiento cuerpo a cuerpo, masturbación mutua, exhibicionismo, sexo telefónico y uso de juguete sexuales separados); posiblemente seguro (uso de preservativos); o inseguro.
En 1997, especialistas en la materia promovieron el uso del preservativo como el método de sexo seguro más accesible (además de la abstinencia) y reclamaron anuncios televisivos con preservativos. Durante ese mismo año, la Iglesia católica de Estados Unidos publicó sus propias directrices de "sexo seguro" en las que figuraban los preservativos, aunque dos años después la Vaticano instó a la castidad y al matrimonio heterosexual, atacando las directrices de los obispos católicos estadounidenses.
Un estudio realizado en 2006 por especialistas californianos mostró que las definiciones más comunes de sexo seguro son el uso del preservativo (68% de los sujetos entrevistados), la abstinencia (31,1% de los sujetos entrevistados), la monogamia (28,4% de los sujetos entrevistados) y la pareja segura (18,7% de los sujetos entrevistados).
El término sexo seguro en Canadá y Estados Unidos ha adquirido un mayor uso por parte de los trabajadores sanitarios, lo que refleja que el riesgo de transmisión de infecciones de transmisión sexual en diversas actividades sexuales es un continuo. El término sexo seguro sigue siendo de uso común en el Reino Unido, Australia y Nueva Zelanda.
"Sexo seguro" se considera un término más agresivo que puede hacer más obvio para los individuos que cualquier tipo de actividad sexual conlleva un cierto grado de riesgo.
El término amor seguro también ha sido utilizado, en particular por la organización francesa Sidaction en la promoción de calzoncillos masculinos que incorporaban un bolsillo para preservativos e incluían el símbolo del lazo rojo en el diseño, que se vendían para apoyar a la organización benéfica.

## Factores de riesgo
Como en cualquier actividad, no existe una garantía de tener una relación sexual sin riesgo alguno, o 100 % segura; sin embargo, las circunstancias en las cuales son realizadas las relaciones sexuales puede modificar sustancialmente, incrementando o decreciendo, el nivel de riesgo al contagio de ETS al cual se enfrentan las personas. Algunos dicen que en vez de hablar de "sexo seguro", se debe tener como meta "sexo más seguro" (ingl.: safer sex).

### El riesgo a nivel biológico
Las ITS principalmente se transmiten por el intercambio de fluidos durante el coito, pues éstas son provocadas por microbios (bacterias, hongos y protozoarios) y virus, los cuales necesitan de estos medios, cada cual de un modo específico, para infectar un nuevo huésped; por tanto, es importante tener en cuenta las regiones (y fluidos) del cuerpo que entrarán en contacto para la evaluación del riesgo de contagio. Típicamente, son las mucosas, el semen y la sangre donde se encuentra la mayor concentración de factores de contagio.
La piel es una excelente barrera para una gran cantidad de infecciones no solo sexuales sino de una sintomatología mucho más diversa. Sin embargo, algunos ectoparásitos como la ladilla (Phthirus pubis) pueden infectar otro cuerpo por el contacto de la región infectada, en este caso, el pubis.
Las demás regiones de contacto con el exterior, tapizadas por mucosa (como la boca, el ano y la vagina), presentan menor protección frente a infecciones venéreas, según sus características histológicas, fisiológicas y ecológicas. De las mencionadas en este párrafo, solo la vagina está preparada histológicamente para resistir la fricción del coito, mientras que en los demás casos ésta puede provocar la formación de micro-heridas, por tanto imperceptibles, que pongan en contacto la sangre con los fluidos corporales del compañero. Por otro lado, la flora bacteriana del ano es más propicia para las infecciones por constituir la zona de evacuación de las heces, y la función del colon de recuperar agua de las heces, haciéndolas menos líquidas, facilita la introducción de infecciones transmitidas en líquidos (principalmente semen).
Todos estos factores a su vez se articulan con otro tan importante como estos al menos en el caso de las mujeres: la edad biológica. se ha detectado que las adolescentes y las jóvenes (mujeres que han desarrollado caracteres sexuales secundarios recientemente o se encuentran entre los 12 y 21 años) son mucho más vulnerables a infecciones como el virus del papiloma humano. [cita requerida]

### Reducción de riesgo
Un problema en el movimiento hacia el sexo seguro, o más seguro, es el hecho de que algunas prácticas disminuyen el riesgo, pero no lo eliminan. Las autoridades no saben qué aconsejar, y de hecho no dicen nada. Por ejemplo, de hecho, se ha dado un movimiento desde el coito sin preservativo al sexo oral sin preservativo, desde los años 1980, cuando se conoció la existencia del virus sida. Tal cambio de práctica indudablemente reduce sensiblemente el riesgo de transmisión sexual de infecciones. Pero no lo elimina, y el uso de una barrera lo reduce bastante más, y la abstinencia sexual más todavía, al cero. Pero aconsejar la abstinencia como protección de las enfermedades sexuales, como ha ocurrido en los EE. UU. bajo presidentes republicanos, no ha sido eficaz. El concepto de aceptar algún riesgo en el sexo, como se acepta algún riesgo en subir a un coche o avión o simplemente salir de la casa, es general entre los sexólogos y los educadores sexuales, pero no ha recibido respaldo oficial.[cita requerida]

### El riesgo a nivel social

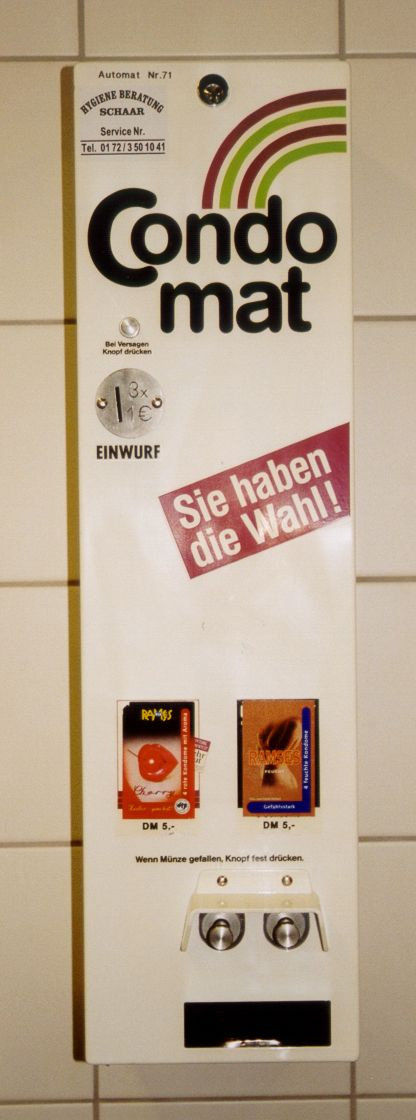
Máquina expendedora de condones en Alemania.

Por otro lado, algunas prácticas de quienes mantienen relaciones sexuales pueden incrementar las posibilidades de transmisión de ETS y son calificadas como prácticas de riesgo o sexo inseguro. El riesgo de contagio se incrementa al aumentar el número de encuentros sexuales inseguros.
Por tanto, las consideraciones en cuanto a profilaxis en las relaciones sexuales no solamente debe quedar limitado al plano físico sino además debe tenerse en cuenta el conductual: con quién(es) se íntima, con qué frecuencia, con qué alternancia, en qué condiciones, etcétera.

## Prácticas sexuales y su riesgo
El empleo de medios físicos adecuados (llamados de barrera) pueden reducir sensiblemente, según la patología propia del organismo en cuestión, la probabilidad de contagio. Sin embargo, a la actualidad ninguno de estos métodos han logrado evitar completamente el contagio de todas las enfermedades de transmisión sexual, es decir, su empleo no garantiza por completo el no quedar contagiado.
Son prácticas sexuales seguras:
- Magreo: abrazos, besos, caricias, masajes, roces con ropa interior.
- Masturbación mutua sin poner en contacto los fluidos corporales (fluidos vaginales, semen, sangre) con las mucosas (genital, ano, boca) de la otra persona.
- Uso de juguetes sexuales sin intercambiar el mismo juguete con otra persona
- Uso de juguetes sexuales cubiertos con un preservativo distintos para cada persona, si es que van a intercambiarse.
- Prácticas sexuales no convencionales: BDSM, Fetichismo sexual, etc; que no incluyan contacto con los fluidos corporales de la(s) pareja(s).
- Felación con preservativo.
- Cunnilingus y anilingus con barrera de látex.
- Coito vaginal con preservativo.
- Coito anal con lubricación y preservativo.

Son prácticas de bajo riesgo, pero mayor que las anteriores:
- Felación sin preservativo siempre y cuando no se ponga en contacto el semen con las mucosas bucales.
- Cunnilingus y anilingus sin barrera de látex.

Son prácticas de alto riesgo:
- Felación sin preservativo seguida de eyaculación, poniendo en contacto el semen con la boca.
- Coito vaginal sin preservativo.
- Coito anal sin preservativo, con lubricación o sin ella.

### El rol de la monogamia y el debate CAN vs ABC
El rol de la monogamia en la prevención de las ITS es un tema de debate entre especialistas. Así algunos adhieren a la estrategia ABC y otros a la estrategia CAN. La estrategia ABC (Abstinencia, Basarse en la fidelidad y Condones) aconseja a los adolescentes a no tener relaciones sexuales, a los adultos a reducir el número de parejas sexuales en su vida y el condón solo como última opción. La estrategia CAN (Condón, Agujas y Negociación) hace hincapié en el uso del preservativo y de realizar acciones para mejorar la condición de la mujer sus habilidades de negociación. 
Los partidarios de la estrategia ABC afirman que entre parejas monógamas, o grupos cerrados, cuyos miembros han sido todos revisados por médicos, para saber que no existe ETS alguna, y que no tienen contacto no protegido con un foráneo, no existe riesgo, y pueden dejar de usarse las barreras, siempre que se tenga seguridad en la conducta correcta de la pareja en esta materia. Este hecho ha dado lugar a un nuevo tipo de unión, la de los fluidos corporales (ingl. "fluid bonding"), en que la monogamia es menos exigente cuando se usa un método de barrera (coito con preservativo, por ejemplo), pero total en cuanto se trata de contacto con fluidos de la pareja.
Los partidarios de la estrategia CAN, advierten que basarse en la fidelidad puede ser un peligro porque deja a las personas sin la capacidad para negociar un modo de protegerse a sí mismas de la infección. Informan que muchas mujeres contraen el virus del VIH dentro del matrimonio y de sus propios maridos. Es más frecuente en unos países que otros, pero realmente no hay país en que no exista.[cita requerida] En algunos países la mayoría de las mujeres infectadas de VIH afirma ser monógamas. Incluso informan sobre países en donde la prevalencia disminuye entre los trabajadores del sexo, pero está creciendo rápidamente entre las mujeres casadas.

## Factores sociales
Los siguientes factores sociales son efectivos en ayudar a prevenir las infecciones de transmisión sexual:
- Comunicación en la pareja. Es importante saber si la pareja tiene alguna infección, ha tenido o tiene relaciones sexuales inseguras o pertenece a algún otro grupo de riesgo (uso de drogas inyectables, por ejemplo). Esta comunicación es importante especialmente cuando la pareja es supuestamente o inicialmente monógama y se sospecha que no lo sea.
- Delimitación de las apetencias sexuales antes del comienzo de los juegos sexuales, ya que durante los mismos o durante el coito, es poco frecuente que se establezca una comunicación con la seriedad que corresponde.
- Consultar con un médico cualquier señal que pueda ser un síntoma de una infección, especialmente las que aparecen en los genitales o en la boca.
- Elegir parejas sexuales que practiquen sexo seguro.
- No utilizar drogas ni alcohol antes del coito, porque aumentan el riesgo de no practicar sexo seguro.